# Wenchang, Xuanzhou
Wenchang är en köping i östra Kina. Den ligger i stadsdistriktet Xuanzhou i staden Xuancheng i provinsen Anhui, omkring 160 kilometer sydost om provinshuvudstaden Hefei. Antalet invånare är 13 502. Befolkningen består av 6 823 kvinnor och 6 679 män. Barn under 15 år utgör 16,0 %, vuxna 15-64 år 67 %, och äldre över 65 år 15,0 %.